# Zinkgrönt

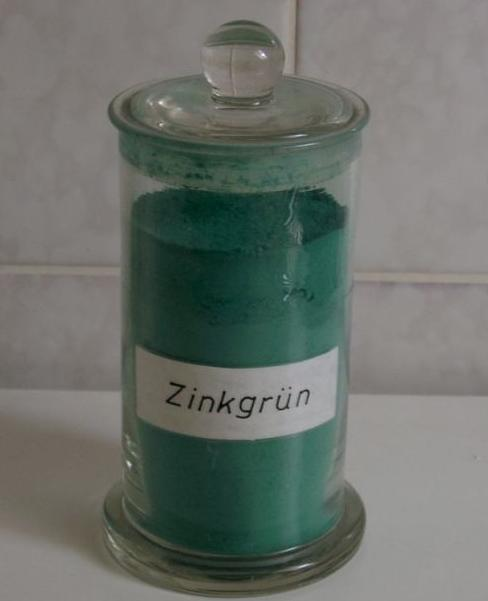
"Zinkgrönt"
av ospecificerat slag.

Zinkgrönt är ett vanligt namn på två olika pigment, varav det ena är C.I. Pigment Green 16, en blandning av zinkgult, något blått pigment, såsom berlinerblått, och baryt (tungspat), och det andra är C.I. Pigment Green 19, en typ av koboltgrönt, även kallat Rinmans grönt.
Båda dessa pigmentformer är giftiga och man bör iaktta försiktighet, framför allt om man hanterar rent pigmentpulver.

## Pigment Green 16
C.I. Pigment Green 16 är en pigmentblandning, vilket innebär en viss bredd i möjliga nyanser. Det har vanligen framställts av följande tre komponenter:
1. Zinkgult (PY36), zinkkromat,[1] ett oftast citrongult pigment med användning som korrosionsskydd. Det är dock giftigt och man har konstaterat att det även är cancerframkallande.[3]
2. Något blått pigment. Vanligt är berlinerblått (PB27), även kallat preussiskt blått eller pariserblått, i en gröntonad variant.[2] Andra pigment som använts är till exempel ultramarinblått (PB29) och ftaloblått (PB15).[1]
3. Bariumsulfat (PW21), eventuellt från mineralet baryt,[1] även kallat tungspat, (PW22), som använts som vitt pigment och fyllnadsmedel.

## Pigment Green 19
C.I. Pigment Green 19 (77335), även Rinmans grönt, är en fast lösning av kobolt(II)-oxid (CoO) och zinkoxid (ZnO). Det är halvtransparent med en omättad grön färg som ofta drar åt blått, men det finns varianter som drar åt gult. Det innehåller kobolt i en form som är giftig.